# 敕封藥王廟
敕封藥王廟，俗称南药王庙，位于北京市东城区崇文门外东晓市街101号北京市第十一中学校园内，是道教宫观。

## 历史
南药王庙始建于明朝天启年间，由武清侯李诚铭建。《京城坊巷志稿》载，“药王庙街井一。药王庙详寺观。朔望有庙市。六街花事：药王庙有花市。明史宦官传：魏忠贤生祠，武清侯李诚铭建之药王庙。”《光绪顺天府志》载：“天坛北有药王庙。”东晓市有“药王庙街”。
南药王庙一直十分兴盛，直到中华民国成立前夕。1950年，南药王庙成为北京市第十一中学的所在地，南药王庙的东部建筑多被拆除，西部的山门和钟鼓楼也被拆除，西部的三大殿及配殿至今仍存。1989年，南药王庙被公布为北京市崇文区文物保护单位。 

## 建筑
南药王庙是北京城内东、西、南、北四座最知名的药王庙中规模最大者。主要建筑分东、西两部分。
西部的主要建筑有：
- 山门：朱红色山门的石额刻有“敕封药王庙”。山门外有两尊大铁狮子。山门内有一对大旗杆。每年农历腊月至正月底，旗杆上挂有大红灯笼。
- 钟楼、鼓楼
- 药王殿：第一进大殿，殿内祀伏羲氏、神农氏、黄帝塑像。左下方为药圣孙思邈，右下方为药王韦兹藏。两侧有十大名医的塑像。
  - 东配殿：祀马王爷、龙王爷
  - 西配殿：祀月下老人
- 玉皇殿：第二层殿，殿内祀玉皇大帝。
  - 东配殿、西配殿：祀九位圣母。
- 三清殿：第三层殿，殿内祀元始天尊、灵宝天尊和太上老君。院内东西两侧立有许多通石碑，为建造各大殿与修缮时知名人物的题词、题记。
  - 东配殿、西配殿：三清殿两侧有配殿。
- 唐明皇殿、关公殿：在三清殿正西，为一座二层小楼，上层是唐明皇殿，下层是关公殿。旧日北京城的曲艺艺人每年农历四月二十八来此祭祀梨园行的祖师爷唐明皇。[1]

东部的主要建筑有：
- 罩房：和山门并列的一排临街罩房。
- 吕祖殿：正对罩房的第一层殿，祀吕洞宾。
- 文昌殿：第二层殿
- 真武殿：第三层殿
- 戏楼：在真武殿的后面，旧时城南的士商、梨园、行会等祭祖时，经常在此举办堂会。
- 药王寝宫：在戏楼北边
  - 财神殿：在药王寝宫两边
- 后楼：为东部最后一层，是一座二层木楼。上层祀道教诸神，下层储藏祭神用品等。[1]

## 庙会
从始建起，南药王庙每年农历初一、十五两天有庙会。明末清初，南药王庙香火十分兴盛。每年农历四月二十八日是药王诞辰，自农历四月中旬起，香客便蜂拥而至，因为人多，许多香客甚至无法挤入庙门，庙外神路街乃设香池数处。清朝末年，南药王庙的香火逐渐衰落，但来此赶庙会的人却日多，庙外摊贩鳞次栉比。南药王庙乃逐渐形成商贸市场，东晓市街因此而发展起来。南药王庙还养鱼、种花，并曾设有花市。南药王庙西侧为金鱼池，周边居民多以养金鱼为业。